# Tik Tak
Tik Tak è un singolo del cantautore italiano Daniele Silvestri, pubblicato il 28 ottobre 2022.

## Tracce
Testi di Daniele Silvestri, musiche di Daniele Silvestri e Daniele Fiaschi.
1. Tik Tak – 4:21

## Formazione
Musicisti
- Daniele Silvestri – voce, tastiera, cori
- Fabio Rondanini – batteria, percussioni
- Gabriele Lazzarotti – basso
- Duilio Galioto – tastiera, percussioni
- Daniele Fiaschi – chitarra

Produzione
- Daniele Silvestri – produzione
- Daniele "Il Mafio" Tortora – produzione, registrazione, missaggio
- Michele Valente – registrazione
- Giovanni Versari – mastering
- Daniele Fiaschi – pre-produzione